# Melicado de Cachene

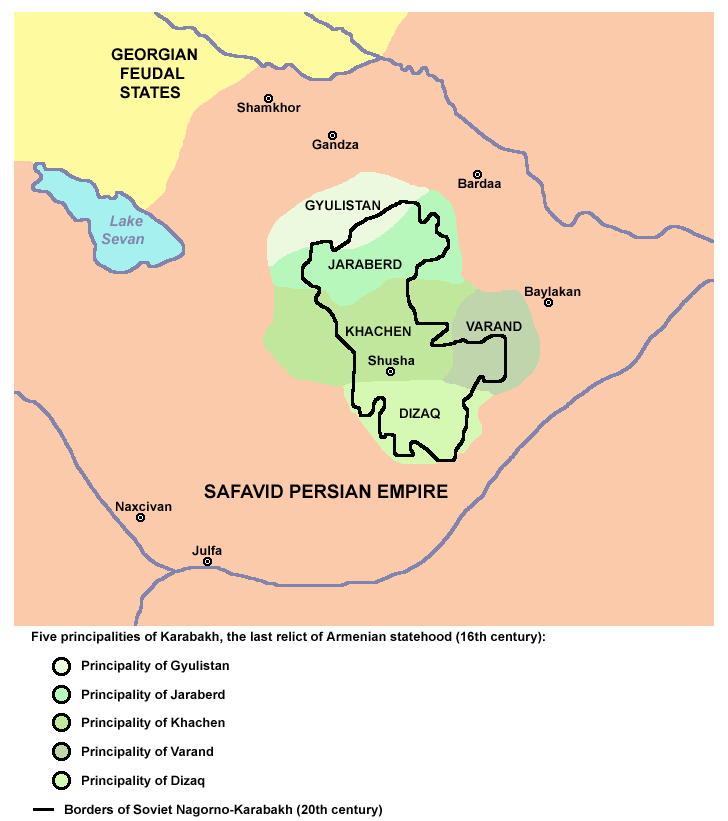
Melicados de Carabaque (séc. XVI)

Melicado de Cachene (em armênio/arménio:  Խաչենի մելիքություն, transl. Khach’eni melik’ut’yun) foi um principado armênio no gavar de Cachene da ascar de  Artsaque. Foi formado na segunda metade do século XVI e ratificado em 1603 pela proclamação do Xá Abas I do Irã. O título de melique e o direito hereditário de governar foram dados a Jalal, o senhor do Baixo Cachene, descendente dos descendentes de Haçane-Jalal, descendente da antiga dinastia dos arranxaíquidas. Em nome deste último, os governantes do melicado de Cachene eram chamados de Haçane-Jalaliã. O melicado de Cachene incluía o vale do rio Cachene. As fronteiras eram, no norte: o vale do Tartar (perto da aldeia de Vaghuhas), no leste: o gavar do Gulistão (perto da aldeia de Matrakert), no sul: o rio Balujja, no oeste: as montanhas Rmbostian. Fez fronteira com os melicados de Jaraberde, Gulistão, Varanda e Dizaque. A residência dos iscanos era Khokhanaberd.
O melicado de cachene foi um dos Melicados de Camsa e um membro influente da confederação militar formada contra os conquistadores turcos e persas no final do século XVII e início do século XVIII. Os governantes do melicado de cachene lideraram frequentemente o país de Camsa, e a partir da segunda metade do século XIV, herdaram também a sede do católico da Albânia ou Ganzasar. O melicado de cachene sobreviveu até o primeiro quartel do século XIX.